# Малоазиатская ящерица
Малоазиатская ящерица (лат. Parvilacerta parva) — вид ящериц из семейства настоящих ящериц.

## Внешний вид
Небольшая ящерица длиной тела 6,2 см, общей длиной до 14—16 см. Значительную часть составляет хвост, длина которого превышает длину туловища приблизительно в 1,5 раза. Голова небольшая, немного заострённая, тело немного сжато. Межчелюстной щиток обычно не контактирует с ноздрёй. Задненосовых два, реже один. Скуловой щиток всегда один. Подглазничный щиток своим передним верхним углом достигает уровня переднего края глаза. Перед подглазничным 4, реже 3 верхнегубных. Между верхнересничными и надглазничными щитками имеется 2—13 зёрнышек. В височной области хорошо выражены барабанный и центральновисочный щитки. Передневисочный щиток крупный, позади него 2—4 значительно более мелких щитков. Верхневисочных отделены от барабанного двумя рядами мелких чешуй. Горловая складка хорошо выражена. Воротник зазубрен и состоит из 7—11 щитков. Вдоль средней линии горла проходит 14—21 чешуйка. Спина покрыта вытянуто-шестиугольными чешуйками. На шее она гладкая, а позади сменяется килеватой, при этом размер рёбрышек увеличивается по направлению к хвосту Чешуи по бокам тела гладкие, крупнее спинных. Вокруг середины туловища 29—44 чешуй. Анальный щиток небольшой, имеет пятиугольную форму, окружён 7—8 преанальными. Бедренных пор 13—21, их ряд всегда доходит до коленного сгиба.
Взрослые особи сверху серые, зеленовато-серые или коричневатые с несколькими продольными полосами.. По средней линии спины от затылка проходит узкая коричневатая полоса. Участки по бокам от неё более тёмные, по ним проходят ряды из тёмно-коричневых или чёрных пятен, на внутреннем крае которых имеется по одному светлому пятнышку. Наружный край пятен ограничен светлыми пунктирными линиями, продолжающимися на хвосте. От подглазничного щитка через висок, ухо и бока тела до основания бёдер тянется светлая полоса. Между ней и спинно-боковыми линиями имеются тёмные пятна неправильной формы с голубыми у самцов и светлыми у самок центрами. Брюшная сторона тела у ящериц обоих полов от беловато-кремовой до зеленовато-жёлтой и ярко-жёлто-зелёной. У самцов некоторые наружные брюшные щитки и прилегающие к ним туловищные чешуйки голубовато-синие или голубые. Нижняя сторона хвоста желтовато-кремовая или беловатая.

## Распространение
Широко распространена в центральной и восточной частях Малой Азии и центральной и северной Армении. Возможно доходит до северо-западного Ирана. Имеется сообщение о находке в европейской части Турции, но оно считается ошибочным.
Обитает в каменистых горно-ксерофитных степях, местами переходя на остепнённые склоны скелетных гор, поросшие колючими астрагалами, а также на межи среди полей и посевы. Встречается на высоте от 800 до 2400 метров над уровнем моря.
Убежищами служат пространства между камнями и норы грызунов, например сусликов. Активна днём. Появляется после спячки в середине — второй половине апреля, на зимовку уходит в конце сентября. Питается насекомыми (прямокрылыми, жуками, гусеницами, двукрылыми и другими), пауками, многоножками и дождевыми червями. При опасности может отбрасывать достаточно ломкий хвост.

## Размножение и развитие
Яйцекладущая ящерица. Самка откладывает две кладки за сезон, содержащих по 2—5 яиц размером 13 × 18 мм. Первая кладка происходит в начале июля, вторая — в конце июля — начале августа. Детёныши первой генерации появляются в конце июля, второй — в первой половине сентября. Только что вышедшие из яиц особи достигают длины 24—25 мм без хвоста и 62—65 — с хвостом. Половая зрелость наступает в возрасте двух лет.

## Состояние популяций и охрана
В связи с широким распространением и предположительно высокой численностью вид отнесён Международным союзом охраны природы к «вызывающим наименьшие опасения». Занесена в Красную книгу Армении и Приложение II Бернской конвенции.